# Elkhart (Indiana)
Elkhart ist eine US-amerikanische City im Elkhart County im Norden des Bundesstaats Indiana.
Sie befindet sich 170 Kilometer östlich von Chicago an der Vereinigung des Elkhart Rivers mit dem St. Joseph River. Obwohl namensgleich mit dem County, ist sie nicht dessen Sitz.
In Elkhart befinden sich einer der größten Rangierbahnhöfe der USA sowie das National NYC Railroad Museum und das Anabaptist Mennonite Biblical Seminary.

## Partnerstädte
- Kardschali (Bulgarien)

## Wirtschaft
Der Wohnmobilhersteller Thor Industries hat seinen Sitz in Elkhart. Außerdem ist der Ort Sitz des führenden Blasinstrumentenbauers Conn-Selmer, Inc., einer Tochter der Steinway Musical Instruments, Inc.
Im 20. Jahrhundert wurden hier der Crow-Elkhart und das Elektroauto Elcar gefertigt.

## Persönlichkeiten
- John Henry Martin (1835–1910), Instrumentenbauer
- Jules Levy (1838–1903), Kornettist
- Charles G. Conn (1844–1931), Instrumentenbauer
- John Henry Oechtering (1845–1942), Geistlicher
- Herbert S. Bigelow (1870–1951), Politiker
- Paul W. Shafer (1893–1954), Politiker
- Paul Klipsch (1904–2002), Audiotechniker
- Vincent Gaddis (1913–1997), Reporter
- Elton George Krafft (1914–2001), Maler
- David Darling (1941–2021), Cellist
- Connie Smith (* 1941), Sängerin
- Michael William Warfel (* 1948), Bischof
- Andrea Covell (* 1953), Schauspielerin
- Thomas Hampson (* 1955), Sänger
- Kathleen Vogt (* 1959), kanadische Eisschnellläuferin
- Eric Nussbaumer (* 1960), Politiker
- Deirdre Lovejoy (* 1962), Schauspielerin
- Jackie Walorski (1963–2022), Politikerin
- Shawn Kemp (* 1969), Basketballspieler
- Lindsay Benko (* 1976), Schwimmerin